# Windrad (Kinderspielzeug)

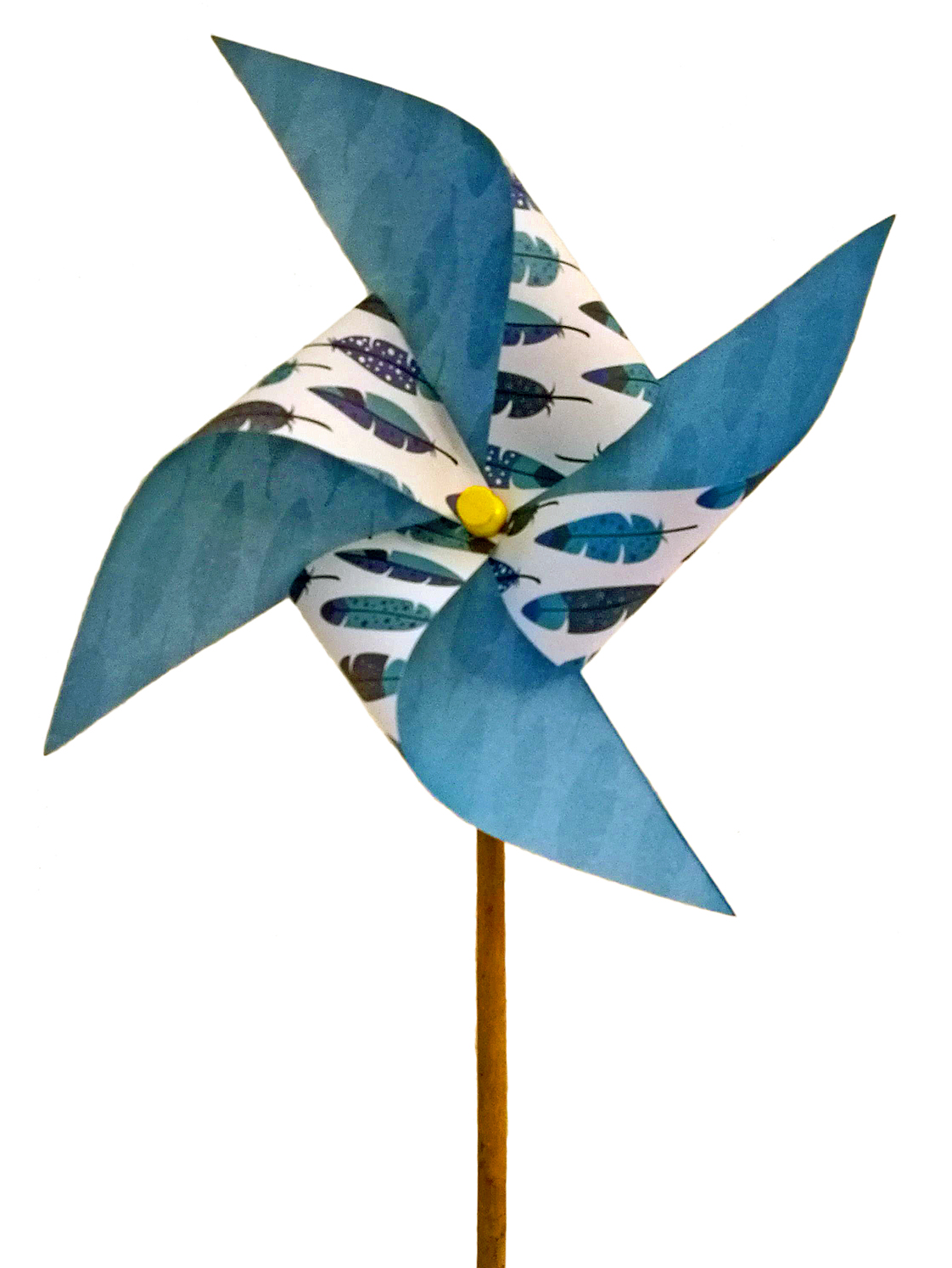
Einfaches Windrad aus Papier

Ein Windrad ist ein einfaches Kinderspielzeug, bei dem ein Rotor aus Papier oder einem anderen leichten Werkstoff, wie Blättern, Sperrholz oder Kunststoff, an einem Stab so befestigt wird, dass er sich durch den Wind oder durch Anpusten leicht in Bewegung versetzen lässt. Es kann ohne viel Aufwand mit einfachen Materialien selbst hergestellt werden und ist daher eines der Spielzeuge, die vermutlich schon vor der gewerblichen Spielzeugherstellung bekannt waren. Ein genaues Datum der Entstehung ist nicht bekannt.

## Wirkung
Das Spiel mit dem Windrad ermöglicht die sinnliche Erfahrung der Transformation einer horizontalen Bewegung in eine Kreisbewegung. Es macht etwas in sich nicht Sichtbares (Wind) durch das Auftreffen auf das Spielzeug in seiner Wirkung wahrnehmbar. Schon das kleine Kind kann durch das im Freien aufgestellte Windrad das unterschiedlich schnelle Drehen des Windrads durch den stärkeren oder schwächeren Wind beobachten oder sehen, wie das Windrad sich unterschiedlich schnell im Fahrtwind bewegt, wenn es am Kinderwagen befestigt ist. Das etwas größere Kind kann durch das eigene Anpusten oder das Laufen mit dem Windrad das Zusammenspiel zwischen dem eigenen Tun und seiner jeweils unterschiedlichen Wirkung erleben.

## Formen, Varianten
In der japanischen Faltkunst Origami ist das Windrad in einer etwas anderen Falttechnik bekannt und gilt dort als eine der Grundformen, von denen aus viele weitere Figuren gefaltet werden können.
Eine spezielle Form des Windrades als Kinderspiel findet sich auf dem Gemälde Die Kinderspiele des niederländischen Malers Pieter Bruegel dem Älteren. Windräder mit Drehspule sind auch  noch bekannt, so gab es ein solches als Inhalt eines Überraschungseis.
In der Volkskunst der Spielzeugmacher in Seiffen im Erzgebirge wurde in der Serie Seiffener Miniaturen ein Windrad zum Zusammenstecken hergestellt, welches im noch nicht zusammengebauten Zustand in einer Zündholzschachtel Platz hatte.
Am 16. März 2000 gab die Deutsche Post in ihrer Serie Post eine Briefmarke mit einem bewegten Windrad mit bunten Flügeln heraus. Der Entwurf stammte von dem Grafiker Peter Steiner.

### Chinesisches Windrad
Eine weitere Form von Windrädern als Spielzeug für Kinder und Erwachsene ist aus China bekannt. Dabei läuft eine Vielzahl kleiner, meist bunter Segel wie ein Karussell an einer senkrecht stehenden Rotordrehachse im Kreis. Diese Form ist angelehnt an die Konstruktionsweise der chinesischen Windmühlen, die zur Bewässerung von Feldern und zur Salzgewinnung eingesetzt wurden. Die Grundstruktur der Spielzeugwindräder bestand historisch aus entsprechend zurechtgeschnittenen Hirsestängeln und einer kleinen runden Trommel aus Lehm und Papier, durch die beim Drehen ein trommelnder Klang entstand.
Diese Form hat in China eine vermutlich tausendjährige Tradition. Abbildungen wurden auf einem Gemälde der Song-Dynastie und Kleidern von Kaisern der Ming-Dynastie gefunden. Als Glücksräder werden sie traditionsgemäß auf den Tempelmärkten während des Chinesischen Neujahrsfestes verkauft und an Türen und Fenstern befestigt, um das Glück für das kommende Jahr anzulocken.

## Bilder

Windradverkäuferin
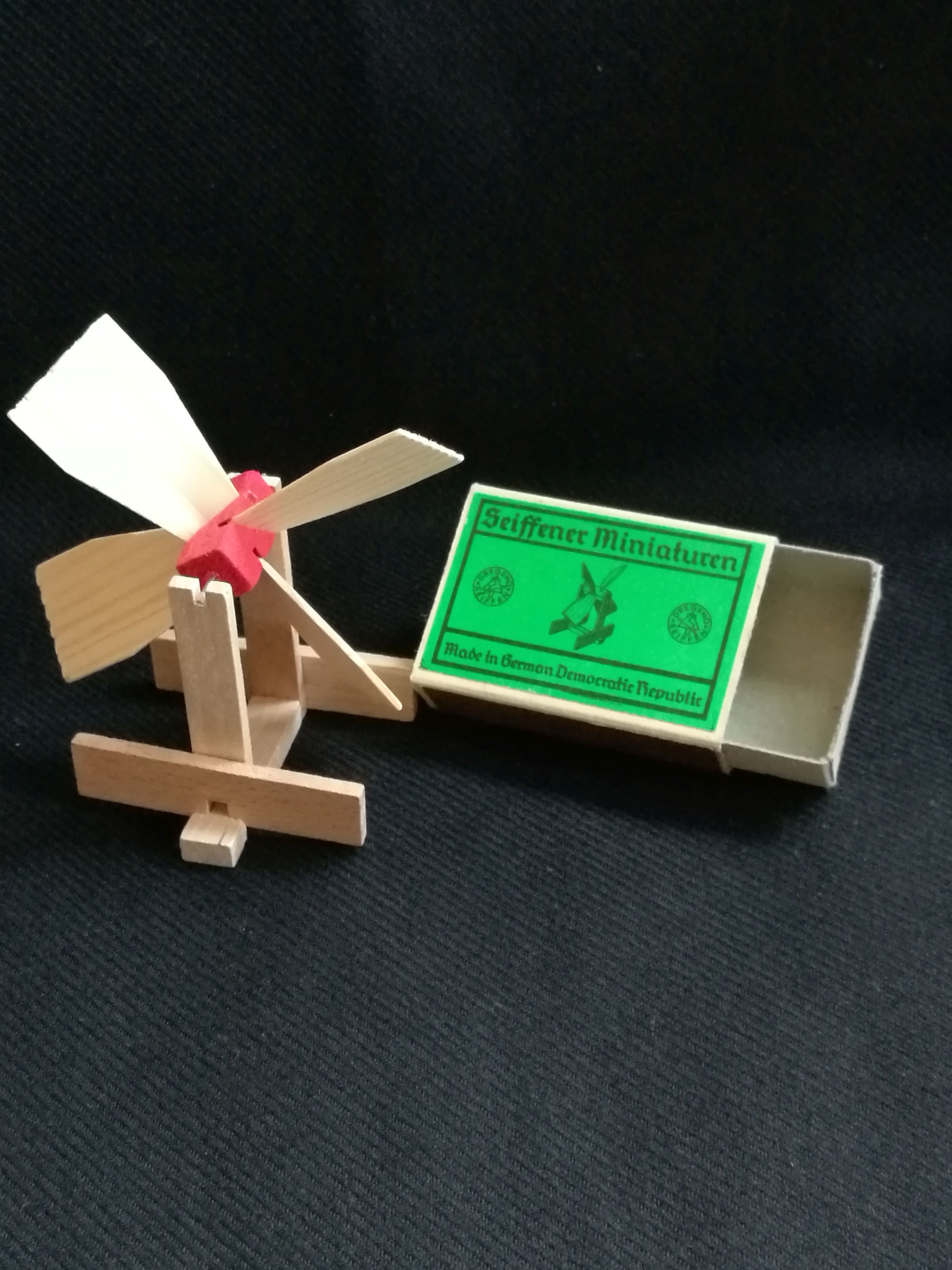
Windrad Seiffener Miniatur
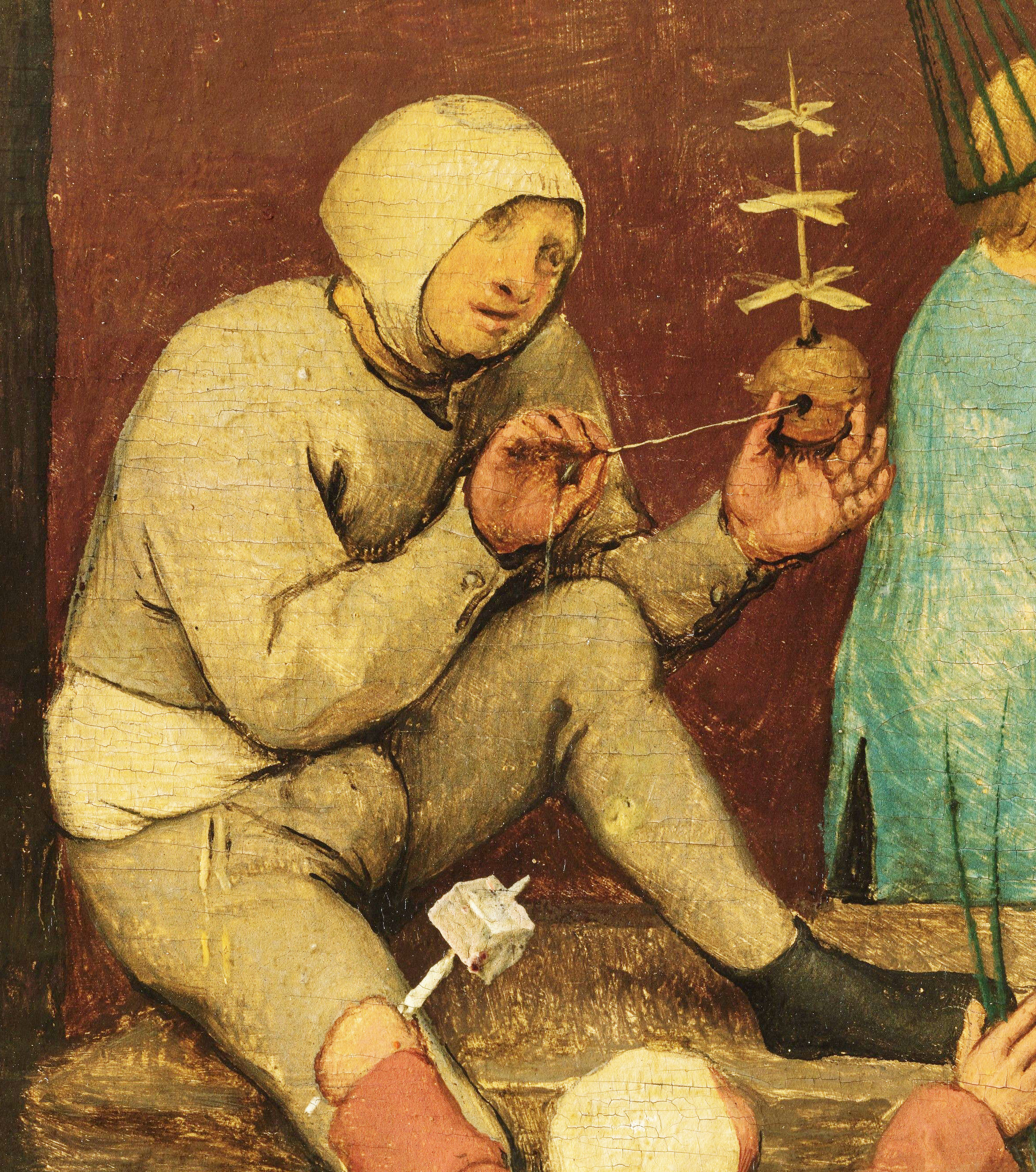
Windrad mit Drehspule aus Die Kinderspiele von Bruegel dem Älteren
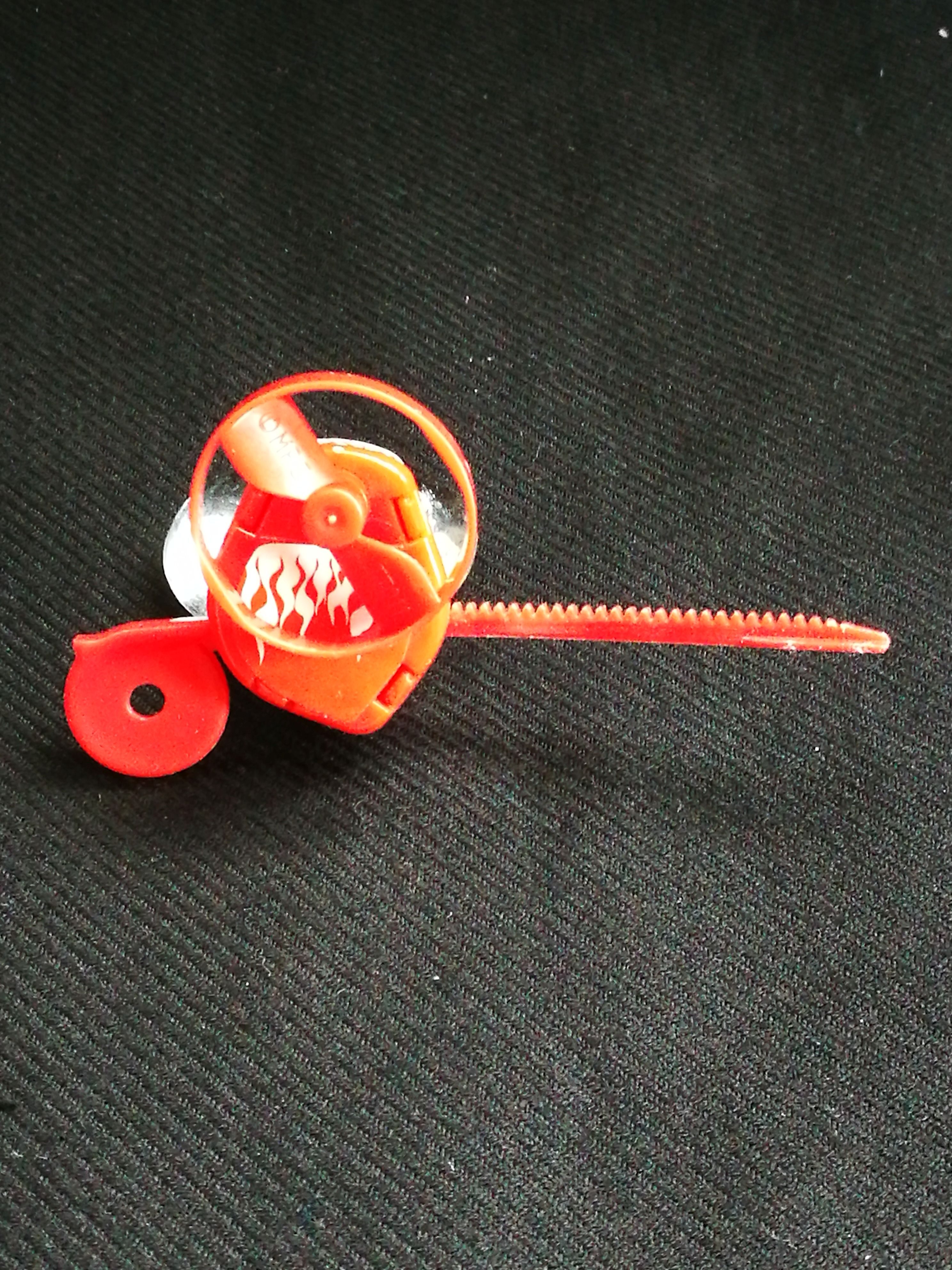
Windrad mit Drehspule aus einem Überraschungsei
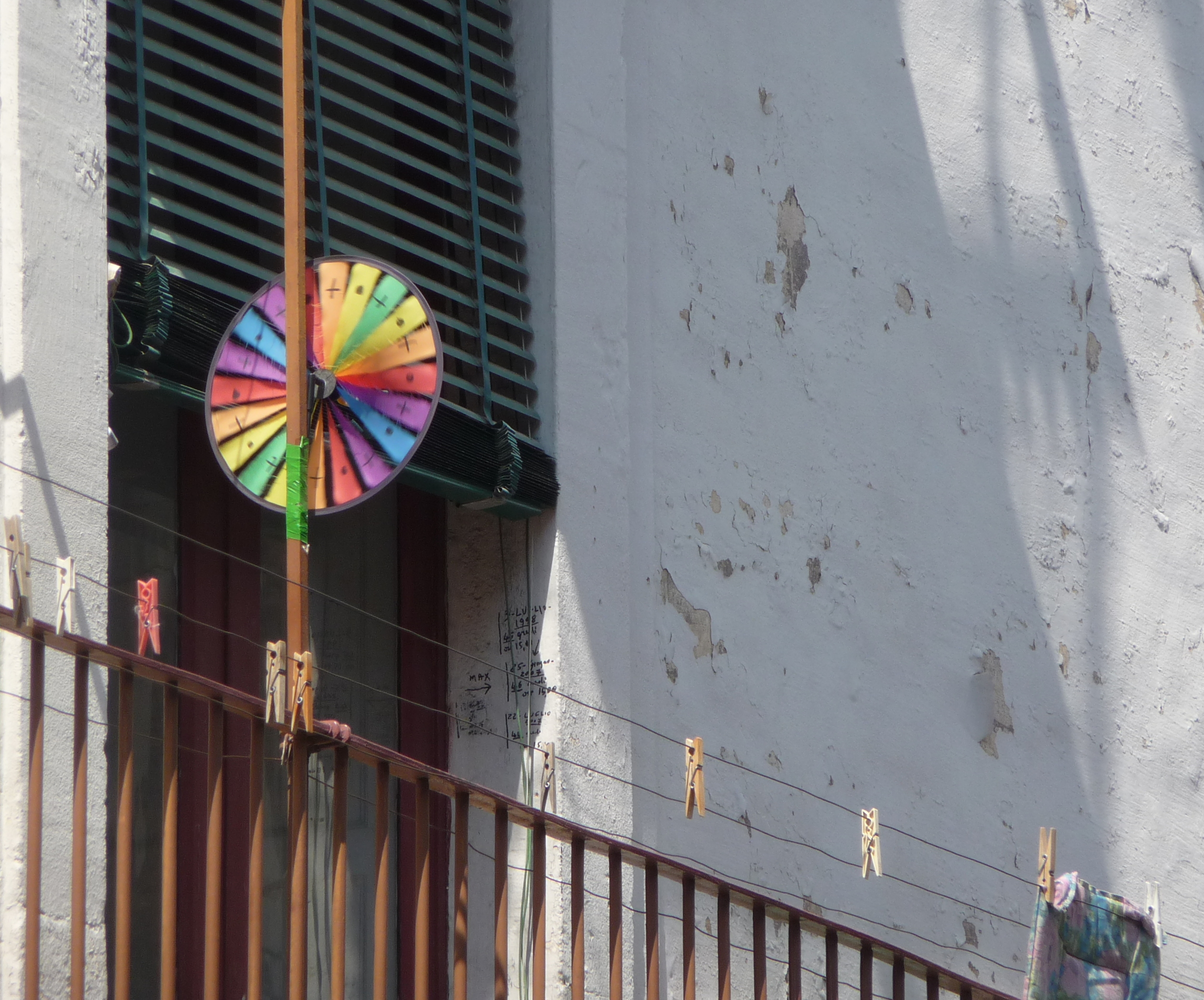
Chinesisches Windrad